# Manuel Fernández Leal
Manuel Fernández Leal fue un ingeniero y político mexicano, que participó en el fortalecimiento de la Escuela Nacional de Ingenieros. Por sus conocimientos, fue parte de la Comisión Astronómica encabezada por Francisco Díaz Covarrubias, enviada en 1874 a Japón para estudiar el planeta Venus.

## Trayectoria
Nació en Xalapa, Veracruz, en 1831. En Puebla inició sus estudios, para posteriormente continuarlos en la Escuela Nacional de Ingenieros, entonces ubicada en el Palacio de Minería, en la Ciudad de México. Ingresó como profesor de esa misma institución el 17 de diciembre de 1867, impartiendo la materia de Topografía e Hidromensura.
Se integró como ingeniero topógrafo y calculador a la expedición comandada por Francisco Díaz Covarrubias, que en 1874 partió hacia Japón para estudiar el paso del planeta Venus por el disco solar. Dicha expedición sirvió como antecedente para el establecimiento de relaciones diplomáticas entre México y Japón.
El 16 de noviembre de 1879 fue designado por el presidente de la República como Director de la Escuela Nacional de Ingenieros, en sustitución de Antonio del Castillo. En 1881, deja el cargo para ocupar el puesto de Oficial Mayor de la Secretaría de Fomento y posteriormente como Secretario.
Formó parte de la Comisión de Límites entre México y Estados Unidos. Ocupó ese cargo hasta el 19 de diciembre de 1900, fecha en la que fue nuevamente designado como Director de la Escuela Nacional de Ingenieros. Durante su gestión al frente de esa institución se programó la remodelación del Salón de Actos de la Escuela, adquiriéndose el mobiliario y las alfombras requeridos para la Reunión Internacional de Americanistas. El 22 de abril de 1902, se confirmó la asistencia de la Escuela Nacional de Ingenieros a la exposición de San Luis Misuri, que fue montada en mayo de 1904.
Falleció en la Ciudad de México el 2 de julio de 1909.